# Salerno–Avellino-Benevento-vasútvonal
A Salerno–Avellino-Benevento-vasútvonal egy 79 km hosszúságú, normál nyomtávolságú, egyvágányú, nem-villamosított vasútvonal Olaszországban, Salerno és Benevento között. Fenntartója az RFI, a járatokat a Trenitalia üzemelteti.